# Яхоб
Яхоб (в верховье Мучнакион; тадж. Яхоб; до 31 июля 2023 года — Яхсу) — река в Хатлонской области Таджикистана. Левый приток Сурхоба (бассейн Пянджа). Длина составляет 160 км, площадь бассейна — 2710 км². Средний расход воды в 16 км от устья — 29,2 м³/с. Средневзвешенная высота водосбора — 2040 м.
Яхоб берёт начало на хребте Хазратишох. Река используется для орошения.
Питание смешанное, с преобладанием снегового. Половодье приходится на период с марта по май, максимум в мае. 10 % от годового стока приходится на период с июля по сентябрь (место измерения село Корбозтанак). Ледовые явления характерны с декабря по февраль.

## Притоки
(от устья к истоку)
- Кулябдарья (Сасыкбулак)
- Обикафтархана
- Горку
- Обишур
- Обисурх
- Дузахдара
- Обипитоуду
- Пульдара
- Дондушкан
- Бомовле